# Kaups bonte buizerd
De Kaups bonte buizerd (Pseudastur polionotus, synoniem: Leucopternis polionotus) is een roofvogel uit de familie van de havikachtigen (Accipitridae). De Nederlandse naam verwijst naar de Duitse zoöloog Johann Jakob Kaup die deze vogel in 1847 heeft beschreven.

## Verspreiding en leefgebied
Deze soort komt voor in oostelijk Brazilië, Uruguay en Paraguay.

## Status
De grootte van de populatie is in 2001 geschat op 2500-10.000 volwassen vogels. Op de Rode lijst van de IUCN heeft deze soort de status gevoelig.